# (31847) 2000 DQ96
2000 DQ96 (asteroide 31847) é um asteroide da cintura principal. Possui uma excentricidade de 0.20534620 e uma inclinação de 0.43680º.
Este asteroide foi descoberto no dia 29 de fevereiro de 2000 por LINEAR em Socorro.